# Archives internationales d'histoire des sciences
Pour les articles homonymes, voir Archeion (homonymie).
Archives internationales d'histoire des sciences, fondée en 1919 à Rome comme Archivio di storia della scienza puis postérieurement rebaptisée Archeion, est une revue d'histoire des sciences éditée deux fois par an par l'Académie internationale d'histoire des sciences, organisation dont le conseil constitue l'organe de décision scientifique de la publication.
Dans un premier moment, la revue serait fondée, dirigée et éditée par Aldo Mieli avec les contributions de très nombreux experts dans l'histoire de diverses disciplines scientifiques, dont de nombreux historiens membres de l'Académie que Mieli avait aussi fondé en 1928. On peut placer dans ce groupe George Sarton, fondateur et éditeur de l'autre revue de référence dans le domaine, Isis, qui entretenait de très bonnes relations avec Mieli ainsi que différents membres du Centre international de synthèse. L'impression se fesait dans un premier temps à Rome à travers la maison d'éditions Leonardo da Vinci, qui appartenait à Mieli puis à Paris. Avec l'exil de Mieli en Argentine, il serait forcé de céder la publication à l'Université del Litoral, son employeur. Plus tard, la maison d'édition "Istituto dell'Enciclopedia Italiana" assurerait l'impression et distribution.
Les domaines d'intérêt auxquels touche la revue sont variés au sein du domaine de l'histoire ou philosophie des sciences naturelles, médicales ou mathématiques. Se donnant une mission internationale, les AIHS n'ont pas un seul langage officiel. Les langues dans lesquelles un article peut être publié sont le français, l'anglais, l'italien, l'allemand, le russe et l'espagnol. Pendant ses premières années, la revue serait pionnière dans l'usage systématique de résumés des contenus au début des articles et des conclusions, système qui prévaut maintenant à différence près que ces résumés étaient rédigés en interlingua.
La rédactrice en chef est Michela Malpangotto et l'édition s'effectue à présent à la maison d'édition Brepols. Le pourcentage de rejets est relativement élevé, en raison de l'ampleur des sujets recevables, le peu d'articles publiés et la visée d'excellence de la revue. Le secrétariat de rédaction est assuré depuis 2021 par Myriam Bloedé et Juliette Lemaire. Quant au comité de rédaction, les membres en 2024 sont Monica Azzolini, Marco Beretta, Michel Blay, Niccolò Guicciardini, Alexander Jones, Michel Pretalli, Marwan Rashed, Xiaochung Sun.
Depuis 2020, le Centre Jean Pépin assiste matériellement à la publication de la revue.